# Поликарпов, Владимир Иванович
Влади́мир Ива́нович Полика́рпов (24 января 1943, Москва, СССР — 23 мая 1994, Москва, Россия) — советский футболист, полузащитник. Выступал за ЦСКА (1962—1974). В чемпионатах и кубке СССР провёл за клуб 383 матча (2-й результат в истории клуба после В. Федотова), забил 83 гола.

## Биография
В спортивную школу ЦСКА пришёл в 14 лет. До 16 играл в баскетбол за юношеские команды армейцев. В составе баскетбольного ЦСКА в 1960 году, стал чемпионом Москвы. В том же 1960 году пришёл в футбольный клуб ЦСКА и сразу попал в дубль. Через год Константин Иванович Бесков перевёл его в основной состав. За основной состав команды дебютировал 2 мая 1962 года, в матче против ереванского «Спартака». Уже на третьей минуте встречи первым касанием забил гол, ставший для армейцев победным. И на долгие 13 лет стал одним из незаменимых лидеров команды. Выступал за юношеские и молодежные сборные СССР. Несколько раз приглашался на усиления московских команд  «Динамо» и  «Спартак » в международных турнирах. Был основным пенальтистом команды. Владимир Поликарпов полюбился болельщикам ЦСКА благодаря трем своим качествам — сумасшедшей работоспособности, хорошей тактической выучке и невероятному хладнокровию. За что получил прозвище "Глыба". Владел поставленным ударом с обеих ног, прекрасно играл на "втором этаже", отлично взаимодействовал с В. Федотовым, вместе с которым организовал супер-связку, наводившую страх на всех советских защитников. 
В 1968 году с десятью мячами стал лучшим бомбардиром команды.
В "Золотом матче" 1970 года при счёте 3-2 в пользу московского «Динамо» , хладнокровно реализовал пенальти, после которого В. Федотов забил решающий четвертый гол, сделавший ЦСКА чемпионами СССР.  
В 1971 на международном турнире Trofeo Colombino в Испании, оформил хет-трик в ворота  «Реал Бетис» ЦСКА победил со счётом 3-1. 
Свой последний матч за ЦСКА провёл 2 мая 1974 года против московского «Динамо».
В 1975 вместе с Плахетко уехал в ГСВГ, где получил возможность играть за команду 2-й лиги ГДР «Мотор» (Хеннигсдорф).
После окончания карьеры работал в Военкомате на Автозаводской, уйдя на пенсию играл за ветеранов, занимал должность начальника полей ЦСКА на  Песчаной улице.
Погиб в мае 1994 года результате несчастного случая, пострадав от действий ОМОНа в результате облавы в пивной.

## Семья
Отец - Поликарпов Иван Павлович, ветеран ВОВ, играл в хоккей с мячом   в команде "Буревестник" . Мать - Поликарпова Серафима Михайловна 
Жена - Поликарпова (Ходнева) Наталья Владимировна (1949-1990).  Дети - Поликарпова Светлана Владимировна (род.1968 г.) КМС Лёгкая атлетика, Поликарпов Александр Владимирович (род.1977 г.) КМС по футболу.
Пять внуков.

## Достижения
- Чемпион СССР: 1970
- Бронзовый призёр чемпионата СССР 1964, 1965.
- Финалист кубка СССР 1967.
- В Списке 33 лучших футболистов чемпионата СССР — № 2 (1970).
- В еврокубках — 4 игры в Кубке европейских чемпионов.